# والتر کارمونا
والتر کارمونا (پرتغالی: Walter Carmona؛ زادهٔ ۲۱ ژوئن ۱۹۵۷) جودوکار اهل برزیل بود.